# Opisthotia tumidilinea
Opisthotia tumidilinea är en fjärilsart som beskrevs av Moore 1888. Opisthotia tumidilinea ingår i släktet Opisthotia och familjen mätare. Inga underarter finns listade i Catalogue of Life.